# JSON Web Token
JSON Web Token (JWT) — это открытый стандарт (RFC 7519) для создания токенов доступа, основанный на формате JSON. Как правило, используется для передачи данных после аутентификации в клиент-серверных приложениях. Токены создаются сервером, подписываются секретным ключом и передаются клиенту, который в дальнейшем использует данный токен для подтверждения подлинности аккаунта.

## История
В 2011 году была сформирована группа JOSE (JSON Object Signing and Encryption group), целью которой была стандартизация механизма защиты целостности, шифрования, а также формата ключей и алгоритмов идентификации для обеспечения совместимости служб безопасности, использующих формат JSON. К 2013 году в открытом доступе появились неофициальные наброски и примеры использования идей данной группы, которые позже стали стандартами RFC: JWT, JWS, JWE, JWK и JWA.
Официально JWT был стандартизован группой IETF в мае 2015 года.

## Структура
Токен JWT состоит из трех частей: заголовка (header), полезной нагрузки (payload) и подписи или данных шифрования. Первые два элемента — это JSON-объекты определенной структуры. Третий элемент вычисляется на основании первых и зависит от выбранного алгоритма (в случае использования неподписанного JWT может быть опущен). Токены могут быть перекодированы в компактное представление (JWS/JWE Compact Serialization): к заголовку и полезной нагрузке применяется алгоритм кодирования Base64-URL, после чего добавляется подпись и все три элемента разделяются точками («.»).
К примеру, для заголовка и полезной нагрузки, которые выглядят следующим образом:
```
{

  
"alg"
:
 
"HS512"
,

  
"typ"
:
 
"JWT"

}

{

  
"sub"
:
 
"12345"
,

  
"name"
:
 
"John Gold"
,

  
"admin"
:
 
true

}

```

получим следующее компактное представление (переносы строки добавлены для наглядности):
```
eyJhbGciOiJIUzUxMiIsInR5cCI6IkpXVCJ9.
eyJzdWIiOiIxMjM0NSIsIm5hbWUiOiJKb2huIEdvbGQiLCJhZG1pbiI6dHJ1ZX0K.
LIHjWCBORSWMEibq-tnT8ue_deUqZx1K0XxCOXZRrBI
```

### Заголовок
В заголовке указывается необходимая информация для описания самого токена.
Обязательный ключ здесь только один:
- alg: алгоритм, используемый для подписи/шифрования (в случае неподписанного JWT используется значение «none»).

Необязательные ключи:
- typ: тип токена (type). Используется в случае, когда токены смешиваются с другими объектами, имеющими JOSE заголовки. Должно иметь значение «JWT».
- cty: тип содержимого (content type). Если в токене помимо зарегистрированных служебных ключей есть пользовательские, то данный ключ не должен присутствовать. В противном случае должно иметь значение «JWT»[2]

### Полезная нагрузка
В данной секции указывается пользовательская информация (например, имя пользователя и уровень его доступа), а также могут быть использованы некоторые служебные ключи. Все они являются необязательными:
- iss: чувствительная к регистру строка или URI, которая является уникальным идентификатором стороны, генерирующей токен (issuer).
- sub: чувствительная к регистру строка или URI, которая является уникальным идентификатором стороны, о которой содержится информация в данном токене (subject). Значения с этим ключом должны быть уникальны в контексте стороны, генерирующей JWT.
- aud: массив чувствительных к регистру строк или URI, являющийся списком получателей данного токена. Когда принимающая сторона получает JWT с данным ключом, она должна проверить наличие себя в получателях — иначе проигнорировать токен (audience).
- exp: время в формате Unix Time, определяющее момент, когда токен станет невалидным (expiration).
- nbf: в противоположность ключу exp, это время в формате Unix Time, определяющее момент, когда токен станет валидным (not before).
- jti: строка, определяющая уникальный идентификатор данного токена (JWT ID).[3]
- iat: время в формате Unix Time, определяющее момент, когда токен был создан. iat и nbf могут не совпадать, например, если токен был создан раньше, чем время, когда он должен стать валидным (issued at).

## Использование в клиент-серверных приложениях

### Access- и refresh-токены
- Access-токен — это токен, который предоставляет доступ его владельцу к защищённым ресурсам сервера. Обычно он имеет короткий срок жизни и может нести в себе дополнительную информацию, такую как IP-адрес стороны, запрашивающей данный токен.
- Refresh-токен — это токен, позволяющий клиентам запрашивать новые access-токены по истечении их времени жизни. Данные токены обычно выдаются на длительный срок.

### Схема работы
Как правило, при использовании JSON-токенов в клиент-серверных приложениях реализована следующая схема:
1. Клиент проходит аутентификацию в приложении (к примеру, с использованием логина и пароля).
2. В случае успешной аутентификации сервер отправляет клиенту access- и refresh-токены.
3. При дальнейшем обращении к серверу клиент использует access-токен. Сервер проверяет токен на валидность и предоставляет клиенту доступ к ресурсам.
4. В случае, если access-токен становится не валидным, клиент отправляет refresh-токен, в ответ на который сервер предоставляет два обновлённых токена.
5. В случае, если refresh-токен становится не валидным, клиент опять должен пройти процесс аутентификации (п. 1).[4]

## Преимущества
JWT имеет ряд преимуществ по сравнению с подходом хранения выданных сессий на сервере и в куки на стороне клиента:
- При использовании JWT не требуется хранение дополнительных данных о выданных сессиях: все, что должен сделать сервер — это проверить подпись.
- Сервер может не заниматься созданием токенов, а предоставить это внешним сервисам.
- В JSON-токенах можно хранить дополнительную полезную информацию о пользователях. Как следствие — более высокая производительность. В случае c куки иногда необходимо осуществлять запросы для получения дополнительной информации. При использовании JWT эта информация может быть передана в самом токене.[5]
- JWT делает возможным предоставление одновременного доступа к различным доменам и сервисам.[6][7]

## Возможные атаки

### Удаление подписи
JWT-токен состоит из трех частей, которые кодируются независимо друг от друга. Таким образом, становится возможным удалить подпись из токена и изменить заголовок, сделав JWT неподписанным. Если на сервере не стоит проверка на наличие подписи у токена, то злоумышленник может указывать собственные значения в полезной нагрузке. Проблема решается простым отбрасыванием неподписанных объектов.

### CSRF
Одним из методов борьбы с CSRF является добавление специальных заголовков с зашифрованной информацией, подтверждающей отправку запроса с доверенного сервера. Таким образом, если JWT используется не в качестве cookie, CSRF-атака становится невозможной.

### XSS
JSON-токены могут храниться в браузере двумя способами: в DOM-хранилище или в cookie. В первом случае система может быть подвержена XSS-атаке, так как JavaScript имеет доступ к DOM-хранилищу и злоумышленник может извлечь оттуда токен для дальнейшего использования от имени пользователя. При использовании cookie можно выставить HttpOnly-флаг, который предотвращает доступ JavaScript к хранилищу. Таким образом, злоумышленник не сможет извлечь токен и приложение становится защищенным от XSS.

## JWS
Подписанные JSON-токены описываются JWS-спецификацией (RFC 7515).

### Поддерживаемые алгоритмы подписи
Подпись заголовка и полезной нагрузки производится следующими алгоритмами:
Обязательный для поддержки всеми реализациями алгоритм:
- HMAC с использованием SHA-256 (HS256)

Рекомендованные алгоритмы:
- RSASSA PKCS1 v1.5 с использованием SHA-256 (RS256)
- ECDSA с использованием P-256 и SHA-256 (ES256)

Также поддерживаются вариации рекомендованных алгоритмов с использованием SHA-384 и SHA-512 соответственно:
- HS384, HS512
- RS384, RS512
- ES384, ES512

Аббревиатуры курсивом — названия, использующиеся в JSON-токенах, описанные спецификацией JWA (RFC 7518)

### Структура заголовка
В случае подписанного JWT в заголовок могут быть добавлены дополнительные ключи:
- jku: URI на набор открытых ключей в JSON-формате, используемых для подписи данного токена (JSON Web Key Set URL).
- jwk: Ключ, используемый для подписи данного токена (JSON Web Key).
- kid: Уникальный идентификатор используемого ключа для случая, когда указывается набор ключей (Key ID).
- x5u: URI на набор сертификатов X.509. Первый сертификат в наборе должен являться тем, который использовался для подписи данного токена (X.509 URL).
- x5c: Массив сертификатов X.509 в формате JSON, использованных для подписи данного токена (X.509 certifcate chain).
- x5t: Цифровой отпечаток SHA1 сертификата X.509 (X.509 certificate SHA-1 fingerprint).
- crit: Массив строк с названиями ключей данного заголовка, которые должны обрабатываться парсером JWT. Если должны быть обработаны все ключи, то не используется (critical).[12]

## Реализации
Реализации JWT существуют в следующих языках программирования и фреймворках: Clojure, .NET, Go, Haskell, Python, Java, JavaScript, Lua, Perl, PHP, Ruby, Rust, Scala, D, C++, Delphi, Erlang, Common Lisp и Elixir.